# Lee-Anne Pace
Lee-Anne Pace (Mosselbaai, 15 februari 1981) is een Zuid-Afrikaanse golfprofessional. Ze debuteerde in 2007 op de LPGA Tour en in 2008 op de Ladies European Tour.

## Amateur
Pace werd in Zuid-Afrika geboren maar studeerde psychologie  aan de Murray State University, waar ze het Ohio Kampioenschap won en Speler van het Jaar werd. Daarna studeerde ze aan de Universiteit van Tulsa waar ze in 2005 Speler van het Jaar werd. Ze had dus een goede amateurscarrière. Ze vertegenwoordigde haar land in zes buitenlandse toernooien.

## Professional
Pace werd in 2005 en speelde eerst een jaar op de Duramed Futures Tour voordat ze zich via de Tourschool  kwalificeerde voor de Amerikaanse LPGA Tour van 2007. Aan het einde van 2007 verloor ze haar spelerskaart en besloot ze de Tourschool te doen voor de Ladies European Tour van 2008. In 2010 behaalde ze daar drie overwinningen en won ze als eerste Afrikaanse speelster de Henderson Money List. Haar laatste toernooi in 2010 eindigde in een play-off tegen Hannah Jun, Julieta Granada en Christel Boeljon.
In 2011 speelde ze 21 toernooien waarbij ze negen top-10 plaatsen behaalde.  In 2012 behaalde ze zes top-10 plaatsen w.o. een 3de plaats op het Deloitte Ladies Open op Golfclub Broekpolder. In mei 2013 behaalde zij haar zesde overwinning op de LET.
In 2014 speelde Pace weer op de LPGA Tour en won in dat LPGA-seizoen één toernooi: de Blue Bay LPGA.

## Prestaties

### Amateur
- 2003: Ohio Valley Conference Championship
- 2005: Western Athletic Conference Championship

### Professional
LPGA Tour
| Nr. | Datum           | Toernooi      | Score        | Score | Info                 |
| --- | --------------- | ------------- | ------------ | ----- | -------------------- |
| 1   | 26 oktober 2014 | Blue Bay LPGA | 67-66-67=200 | –16   | 54-holes (regenweer) |

Ladies European Tour
| Nr. | Datum            | Toernooi                                | Score           | Score | Info                                                                |
| --- | ---------------- | --------------------------------------- | --------------- | ----- | ------------------------------------------------------------------- |
| 1   | 20 juni 2010     | Deutsche Bank Ladies Swiss Open         | 69-67-68=204    | –12   | Eerste profzege                                                     |
| 2   | 15 augustus 2010 | S4C Wales Ladies Championship of Europe | 74-71-67-70=282 | –6    |                                                                     |
| 3   | 29 augustus 2010 | Finnair Masters                         | 66-64-69=199    | –14   |                                                                     |
| 4   | 24 oktober 2010  | Sanya Ladies Open                       | 68-71-66=205    | –11   |                                                                     |
| 5   | 31 oktober 2010  | Suzhou Taihu Ladies Open                | 71-72-68=211    | –5    | Won de play-off van Hannah Jun, Julieta Granada en Christel Boeljon |
| 6   | 12 mei 2013      | Turkish Airlines Ladies Open            | 70-77-70-72=289 | –3    |                                                                     |
| 7   | 21 juli 2013     | Open de España Femenino                 | 67-69-68-71=275 | –13   |                                                                     |
| 8   | 27 oktober 2013  | Sanya Ladies Open                       | 67-66-70=203    | –13   | Won de play-off van Yu Yang Zhang                                   |
| 9   | 19 oktober 2014  | Cell C South African Women's Open       | 71-73-67=211    | –5    | Won de play-off van Holly Clyburn                                   |

Sunshine Ladies Tour
| Nr. | Datum           | Toernooi                          | Score        | Score | Info                              |
| --- | --------------- | --------------------------------- | ------------ | ----- | --------------------------------- |
| 1   | 23 maart 2014   | Investec Ladies Cup               | 75-70-71=216 | par   |                                   |
| 2   | 19 oktober 2014 | Cell C South African Women's Open | 71-73-67=211 | –5    | Won de play-off van Holly Clyburn |